# Niedźwiadek (Pobłocie)
Niedźwiadek (dodatkowa nazwa w j. kaszub. Miedwiedzôk) – część wsi Pobłocie w Polsce, położona w województwie pomorskim, w powiecie wejherowskim, w gminie Linia. 
W latach 1975–1998 Niedźwiadek należał administracyjnie do województwa gdańskiego.